# Rózsaszínű nedűgomba
A rózsaszínű nedűgomba (Porpolomopsis calyptriformis) a csigagombafélék családjába tartozó, Eurázsiában és Észak-Amerikában elterjedt, legelőkön, gyepeken élő, nem ehető gombafaj. 

## Megjelenése
A rózsaszínű nedűgomba kalapja 2-5 cm széles, alakja fiatalon hegyesen kúpos, később szétterül, de központi csúcs megmarad és általában behasadozik. Felszíne  száraz, sugarasan szálas. Nedves időben élénkebb színű. Színe eleinte rózsás, húsrózsás, halványlilás, idősen fehéresre kifakul.
Húsa puha, törékeny, fehéres színű. Szaga és íze nem jellegzetes.
Széles, közepesen sűrűn álló lemezei szabadon állók vagy tönkhöz nőttek. Színük fiatalon rózsás, idősebben fehéres. 
Tönkje 4-10 cm magas és 0,5-1 cm vastag. Alakja nyúlánk, hengeres. Felszíne sima vagy finoman szálas, száraz. Színe fehéres.
Spórapora fehér. Spórája széles vagy megnyúltabb ellipszoid, felszíne sima, mérete 6-9 x 4-7μm.

### Hasonló fajok
Az idős, kifakult példányok a fehér nyirokgombával téveszthetők össze.  

## Elterjedése és termőhelye
Eurázsiában és Észak-Amerikában honos. Magyarországon csak a Vend-vidéken fordul elő. 
Üde, természetes vagy természetközeli savanyú talajú gyepekben, legelőkön, kaszálóréteken található meg. Szaprotróf, a füvek korhadó gyökerein él, de újabb feltételezik, hogy egyes mohafajokkal szimbionta kapcsolatban él. A műtrágyázást, vegyszerezést nem tűri. Nyáron és ősszel terem. 
Nem ehető. Széleskörűen elterjedt, de mindenütt ritka faj. Az utóbbi időben a gyepek trágyázása miatt mindenütt visszaszorulóban van. Magyarországon védett, természetvédelmi értéke 10 000 Ft.  

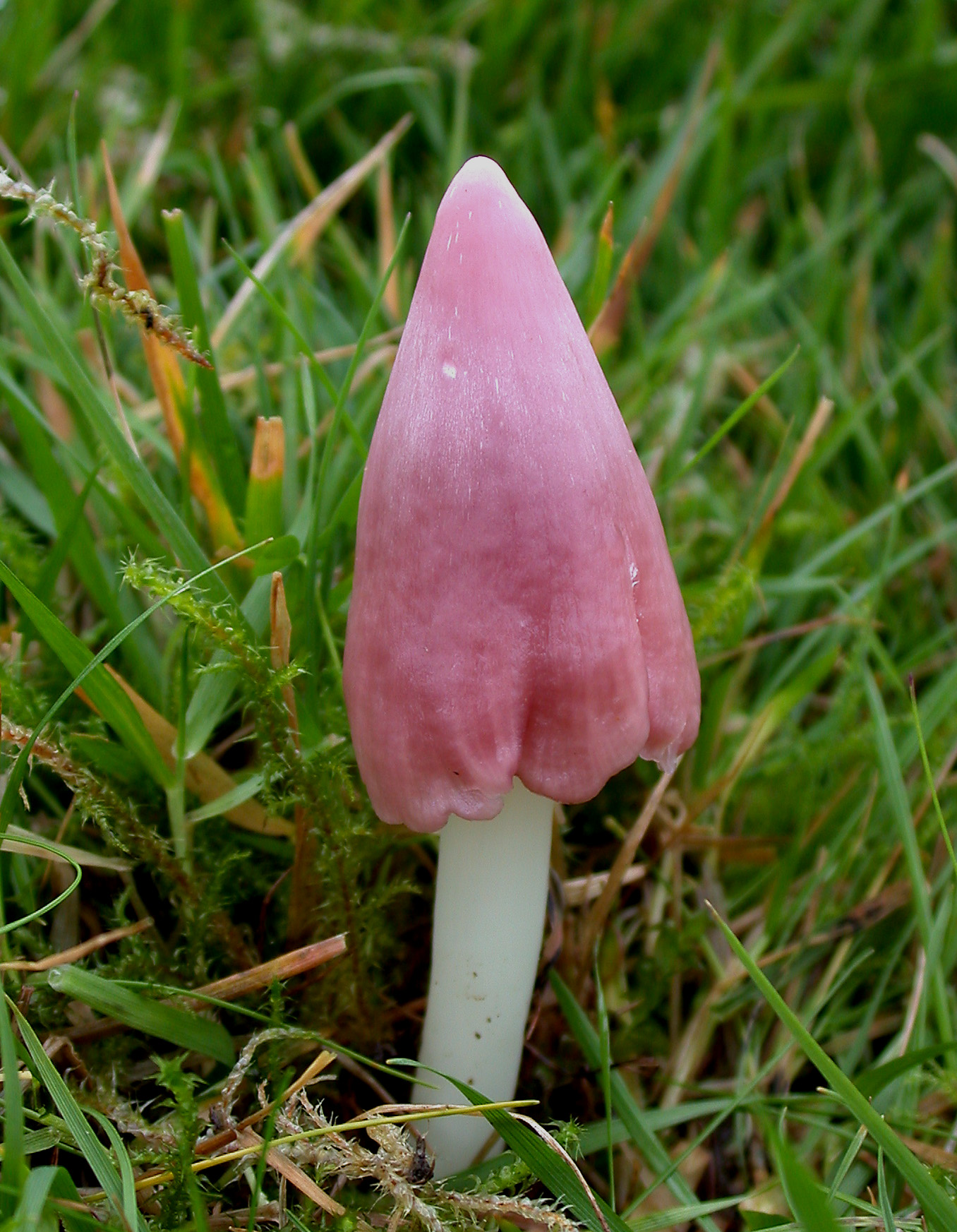
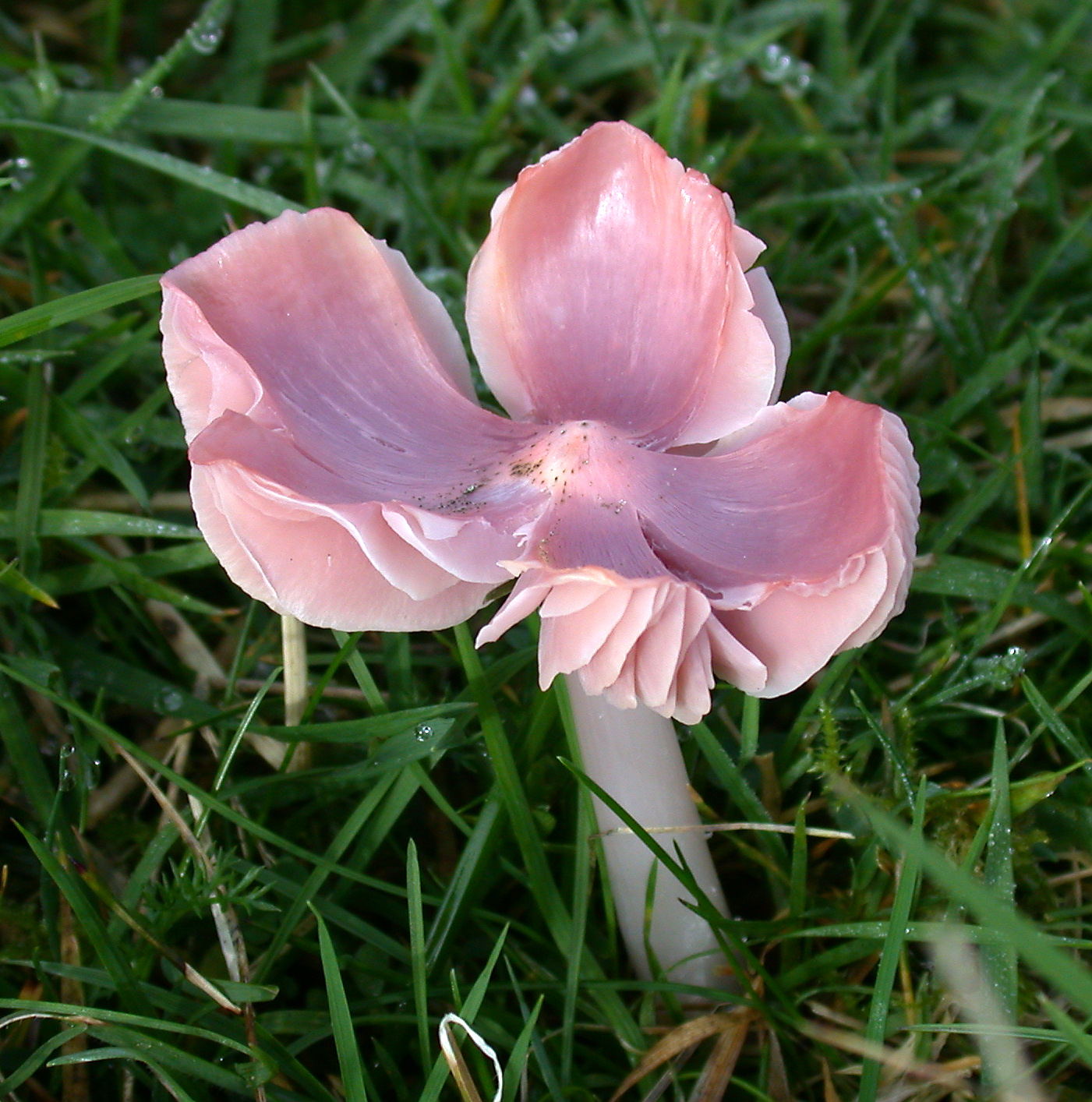
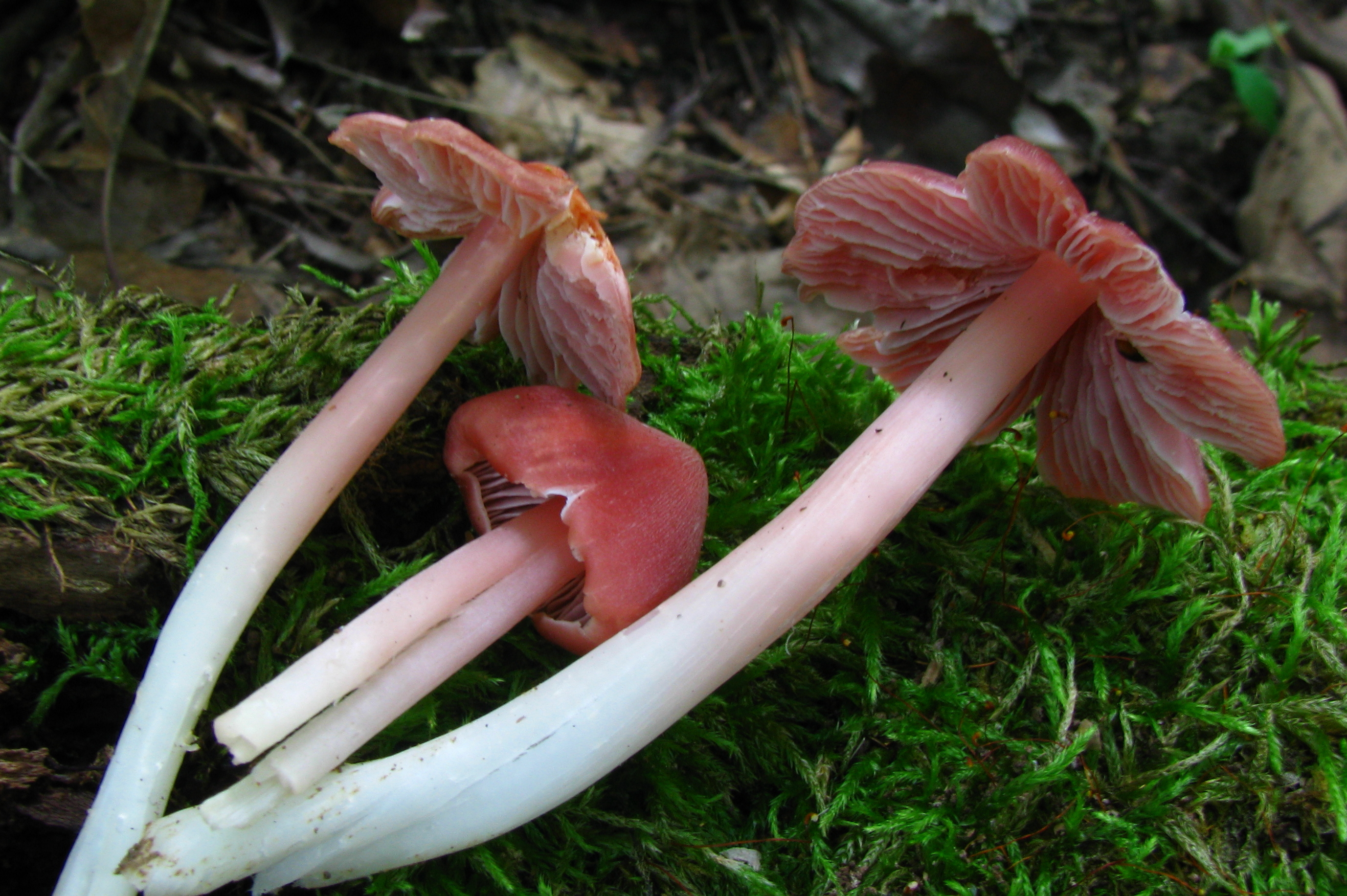
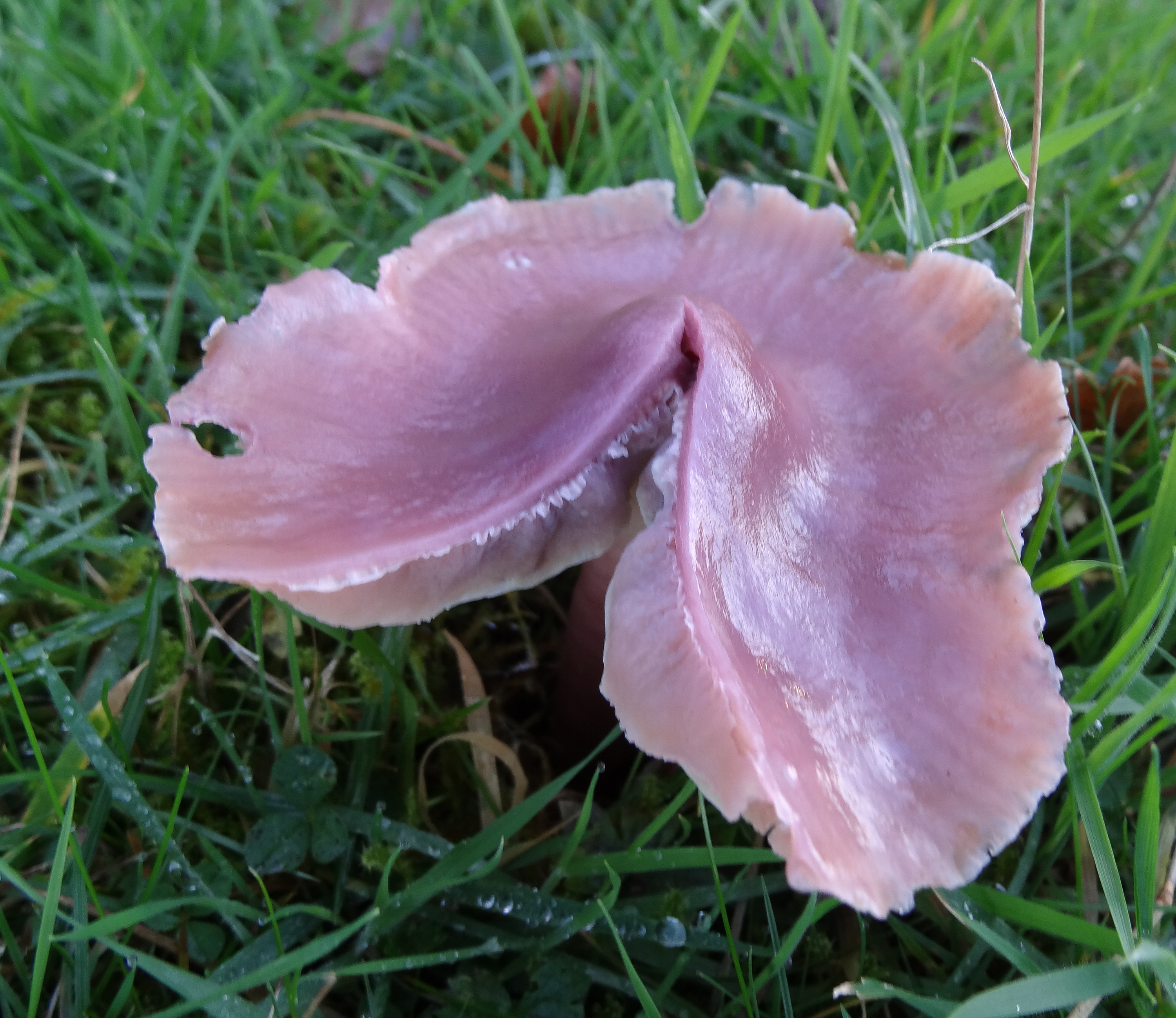
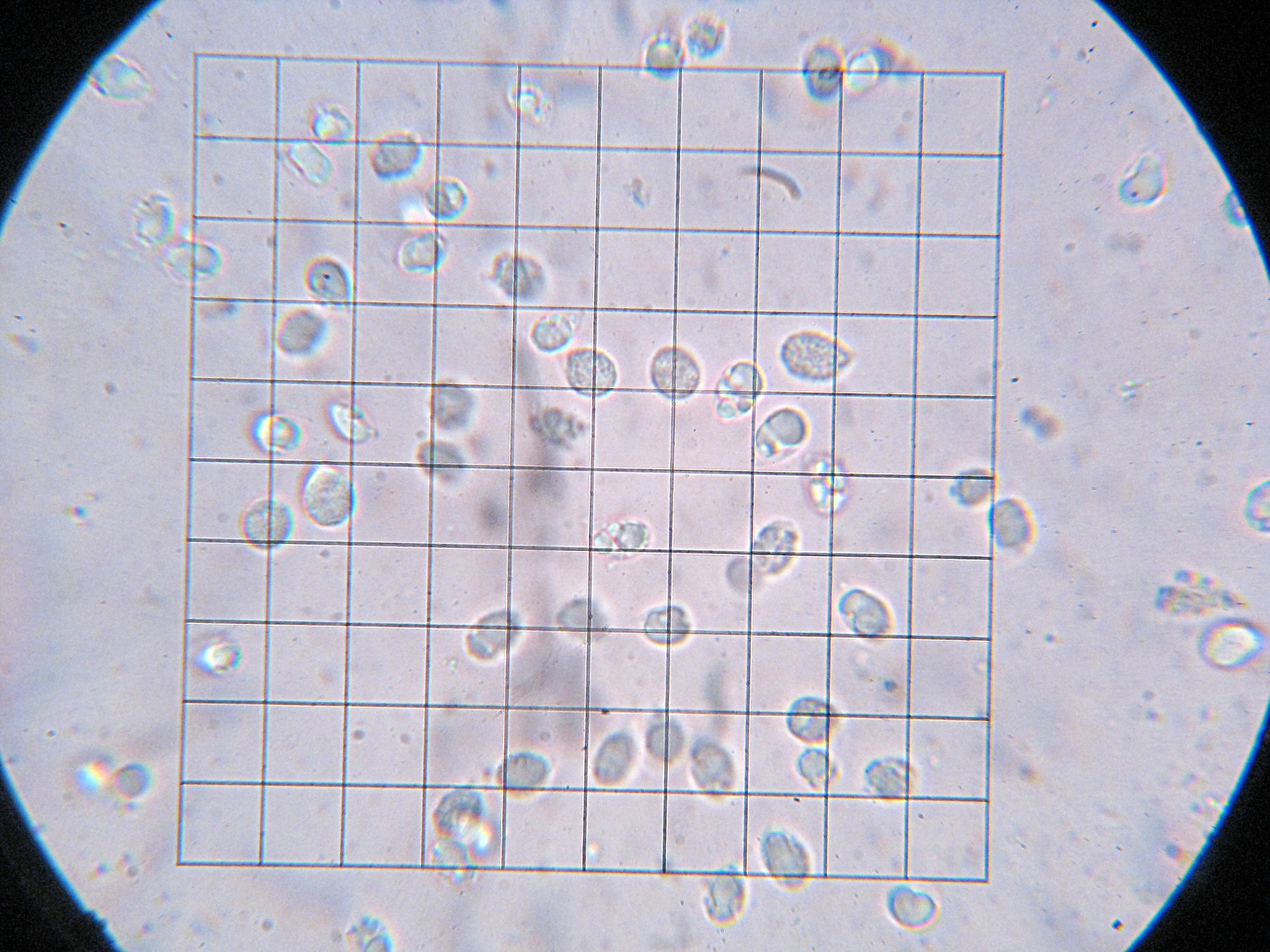